# Condado de Houston (Georgia)
El condado de Houston (en inglés: Houston County), fundado en 1821, es uno de 159 condados del estado estadounidense de Georgia. En el año 2007, el condado tenía una población de 131 016 habitantes y una densidad poblacional de 114 personas por km². La sede del condado es Perry.

## Geografía
Según la Oficina del Censo, el condado tiene un área total de 984 km² (379,9 mi²), de la cual 976 km² (376,8 mi²) es tierra y 8 km² (3,1 mi²) (0.81%) es agua.

### Condados adyacentes
- Condado de Bibb (norte)
- Condado de Peach (este)
- Condado de Twiggs (este)
- Condado de Bleckley (sureste)
- Condado de Pulaski (sursureste)
- Condado de Dooly (oeste)
- Condado de Macon (suroeste)

## Demografía
Según el censo de 2000, los ingresos medios por hogar en el condado eran de $43 638, y los ingresos medios por familia eran $50 384. Los hombres tenían unos ingresos medios de $36 031 frente a los $25 537 para las mujeres. La renta per cápita en 2006 para el condado era de $29 525. Alrededor del 10.20% de la población estaban por debajo del umbral de pobreza.

## Transporte

### Principales carreteras
- Interestatal 75
- U.S. Route 41
- U.S. Route 129
- U.S. Route 341
- Ruta Estatal de Georgia 7
- Ruta Estatal de Georgia 11
- Ruta Estatal de Georgia 26
- Ruta Estatal de Georgia 96
- Ruta Estatal de Georgia 127
- Ruta Estatal de Georgia 224
- Ruta Estatal de Georgia 247

## Localidades
- Centerville
- Perry
- Base de la Fuerza Aérea Robins
- Warner Robins

## Comunidades no incorporadas
- Bonaire
- Byron, ubicada mayormente en el condado de Peach
- Clinchfield
- Dunbar
- Elberta
- Elko
- Grovania
- Henderson
- Haynesville
- Kathleen
- Klondike
- Houston Lake
- Sand Bed
- Pabst